# 33377 Večerníček
33377 Večerníček è un asteroide della fascia principale. Scoperto nel 1999, presenta un'orbita caratterizzata da un semiasse maggiore pari a 2,2780219 UA e da un'eccentricità di 0,1335238, inclinata di 7,16388° rispetto all'eclittica.